# Nayakas de Tanjore
El Reino Thanjavur Nayaka o la dinastía Thanjavur Nayaka fueron los gobernantes del principado Thanjavur de Tamil Nadu en los siglos XVI y XVII. Los nayakas fueron originalmente designados como gobernadores provinciales por el emperador Vijayanagara en el siglo XIV, que dividió el país tamil en tres rajya, a saber, Madurai, Tanjore y Gingee. A mediados del siglo XVI se convirtieron en un reino independiente, aunque continuaron su alianza con el Imperio Vijayanagara. Los Nayakas de Thanjavur fueron notables por su patrocinio de la literatura y las artes.

## Orígenes
Con la desaparición de la dinastía Chola en 1279, Thanjavur fue gobernada por una rama de la dinastía Chola, hasta que el Imperio Vijayanagara conquistó todo el sur de la India a fines del siglo XIV. Los gobernantes de Vijayanagara instalaron virreyes para gobernar varias partes del imperio. En 1532 CE, Achyuta Deva Raya, el hermano y sucesor de Krishna Deva Raya otorgó a Sevappa Nayaka, el gobernador de Thanjavur, permiso para establecer un reino feudatario después de sus Campañas del Sur contra el último gobernante Chola.

## Reyes

### Sevappa Nayak
Sevappa Nayak (1532-1580), fue el primer rey de la dinastía. Era hijo de Timmappa Nayak, un virrey de Vijayanagara en la región de Arcot, de su esposa Bayyambika. El trabajo Raghunathabhyudayam escrito por Vijayaraghava Nayaka da algunos detalles genealógicos de Timmappa. Timmappa o Timmabhupati era el gobernante de Arcot con su capital en Nedungunram. Los epígrafes de todos los Nayakas de Tanjore muestran que pertenecían a Nedungunram. Uno de los epígrafes de Krishnadevaraya menciona que Timmappa también tuvo el gran privilegio de servirlo como portero (vasallo) y fue el dalavay del emperador (comandante) que participó en la campaña de Raichur. Según el historiador V. Vriddhagirisan, Timmappa Nayak era el hermano de Nagama Nayak. Nagama Nayak fue el padre de Visvanatha Nayak (fundador de la línea dinástica de Madurai). Por lo tanto, Viswanatha Nayak y Chevvappa Nayak eran primos.
El trabajo Raghunathabhyudayam menciona que Timmappa y Bayambika tuvieron 4 hijos: Pedda Seva, Chinna Seva, Pedda Malla y Chinna Malla. Sin embargo, no se sabe mucho de los otros 3 hijos. De los 4 hijos, Chinna Seva alias Sevappa Nayak parece haberse distinguido.
Antes de asumir el poder del reino Tanjore, Sevvappa se había distinguido bajo Krishnadevaraya como administrador y constructor. La esposa de Sevappa, Murtimamba, era cuñada de Achyuta Deva Raya y hermana de la Reina Vijayanagara, Thirumalamba. Algunas fuentes sugieren que Sevappa adquirió el Reino de Thanjavur como Stridhana (dote) de Achyutadeva Raya. Sevappa también fue portador ceremonial de betel para Achyuta Deva Raya, el hermano de Krishnadevaraya.
Según el libro Arunachala: Una breve historia de la colina y el templo en Tiruvannamalai (pág. 54-55), la "posición de un betel ceremonial o adaiappan (thambul karandivan) fue un puesto dado a un subordinado muy confiable... y Sevappa siendo un hombre poderoso e influyente de la localidad fue nombrado el primer nayaka". La posición de un portador de betel generalmente no se le daba a un extraño, ya que esta posición haría que el hombre conozca todos los detalles personales del rey. Por lo tanto, el puesto generalmente se le daba a un miembro de confianza dentro de la familia.

### Achuthappa Nayak
El hijo de Sevappa, Achuthappa Nayak (1560-1614), fue nombrado en memoria de Achyuta Deva Raya. Lideró un reinado pacífico de 54 años. Hasta 1580, Achuthappa Nayak cogobernó con su padre bajo el título de Yuvaraja, e inmediatamente después se le unió su heredero, su hijo Raghunatha Nayak. Se decía que era profundamente religioso y era considerado un maestro en el arte de la guerra. Su ministro fue Govinda Dikshitar, un gran erudito y un administrador astuto. Su largo reinado fue de paz, aparte de las luchas internas que le permitieron contribuir mucho al desarrollo de los servicios públicos y espirituales.

#### Conflictos y guerras

##### Guerras con Madurai
Durante el reinado de Achuthappa, el imperio Vijayanagara fue derrotado por los ejércitos de los Sultanatos del Decán en la batalla de Talikota. Más tarde, cuando los gobernantes de Vijaynagara restablecieron su capital en Chandragiri y Vellore bajo Sriranga Rayas, Achuthappa Nayak continuó su lealtad, mientras que los Nayakas de Gingee y Madurai intentaron liberarse al negarse a pagar tributo. Esto también conduciría a una amarga animosidad entre los Nayakas de Madurai y los Nayakas de Tanjore, lo que finalmente conduciría a la Batalla en Vallamprakara, donde el ejército de Tanjore con los Rajas luchó contra Veerappa Nayak de Madurai derrotando a este último. A su vez el momento en que los Rajas de Chandragiri estaban librando guerras con los Sultanatos de Deccan en el sur de Andhra Pradesh Achuthappa Nayak brindó apoyo.

##### Guerras con Portugal
Portugal controlaba el territorio de Nagapattinam, así como la provincia de Colombo en Ceilán y toda la costa oeste de la India. El reino de Jaffna entró en guerra contra Portugal contra los métodos adoptados por las conversiones misioneras en Jaffna. Más tarde, el Rey de Jaffna buscó la ayuda de los Nayakas de Tanjore para repeler los avances portugueses en muchas batallas.

#### Contribuciones públicas
Achuthappa Nayak fue profundamente religioso desde su juventud y la naturaleza fértil de su país lo ayudó a hacer grandes contribuciones en regalos e infraestructura a los principales templos y también a importantes sistemas de riego. El principal benefactor fue el Templo Srirangam. Su asistente y asesor fue su ministro Govinda Dikshita.

##### Templo Srirangam
Las torres del templo de Srirangam (Gopurams) del norte y oeste y el octavo Prakara y varias salas (Mandapam) dentro del complejo del templo fueron construidas por él. Achuthappa Nayak presentó la Vimana Dorada de los santuarios más interiores (Bandera del Templo) y la imagen de Dios tachonada con joyas de la Corona.

##### Otros templos
Sus otras contribuciones importantes incluyen Pushyamantapas (Salones) con escalones que conducen al río Cauvery en Mayavaram, Tiruvidaimarudur, Tiruvadi, Kumbakonam y Tiruvannamalai algunas de las Gopurams en Rameswaram. Varios templos en las regiones de Arcot y Tanjore, a saber, los templos en Tiruvidaimarudur y Chidambaram recibieron aldeas como subvenciones.

#### Riego
Su única contribución notable es la construcción de una presa en Cauvery cerca de Tiruvadi que conduce a un riego eficiente en sus alrededores.

#### Vivienda
Numerosos Agraharas (viviendas para brahmanes) en el país de Tanjore se construyeron en su época.

#### Años finales
Durante sus últimos días, los Rajas que ahora gobernaban desde Chandragiri y Vellore tenían reclamantes rivales dentro de la familia para el título y se dirigían a una guerra con los otros reyes Nayaka tomando partido con algunos adecuados a sus intereses.

### Raghunatha Nayak
Raghunatha Nayak (1600–1634) es considerado como el más grande de la dinastía. Es famoso por su patrocinio de la literatura y otras investigaciones académicas. Una de sus esposas, Ramabhadramba era muy educada y una poeta talentosa. Durante su tiempo, otorgó asistencia militar al gobernante de Chandragiri Venkata II para recuperar la mayor parte de sus áreas perdidas ante las fuerzas Golconda. En 1620, Raghunatha Nayak permitió un asentamiento danés en Tharangambadi. Esto alentó a los ingleses a buscar comercio con los nayakas de Thanjavur. El cañón Tanjore o cañón Raghunatha, que se supone que es el cañón más grande del mundo, se instaló durante Raghunatha Nayak, construido con el conocimiento de la metalurgia danesa.
Raghunatha era un erudito talentoso en sánscrito, kannada y telugu, además de un músico talentoso. Su corte se distinguió por su asamblea de poetas y eruditos. A Raghunatha se le atribuye la escritura de varios libros sobre música y literatura. Maduravani y Ramabhadramba fueron dos poetas famosos en su corte, mientras que Sudhindra y Raghavendra fueron dos famosos gurús de Madhva patrocinados por él. El hijo de Govinda Dikshita, Yajnanarayana, ha escrito un relato sobre el gobierno de Raghunatha en su trabajo Sahitya Ratnakara. Raghunatha era un erudito talentoso y un experto en el arte de la espada, un excelente tirador y un hábil maestro en equitación. En el campo de la música, Raghunatha creó nuevas ragas, talas y melas como Jayanta sena (Ragam), Ramananda (Talam), Sargita vidya y Raghunatha (Mela). Su tratado sánscrito sobre música, Sangita Sudha, abrió los secretos de la música a todos. Raghunatha también compuso kavyas y dramas de baile como Prabandkas, Parijatapaharana, Valmika Charitra Kavya, Achyutendrabhyudayam, Gajendramoksham, Nala Caritiam y Rukmini Krishna Vivaha Yakshagana. Fue durante el reinado de Raghunatha que se estableció una biblioteca del palacio. Sarasvati Bhandar es donde se recolectaron y preservaron los manuscritos de los prolíficos eruditos de la corte de Raghunatha. Esta biblioteca fue desarrollada y enriquecida más tarde por Rajah Serfoji II en la actualmente famosa Biblioteca Saraswati Mahal.

#### Guerra civil en Vellore
Durante el gobierno de Raghunatha, una guerra civil que implicaba la sucesión al trono estaba teniendo lugar en el Imperio vijayanagara, ahora con sede en Vellore y Chandragiri. Gobburi Jagga Raya, hermano de la reina Obayamma favorita del gobernante anterior Venkata II, reclamó a su supuesto hijo como el Rey y asesinó a Sriranga II junto con su familia en la prisión de Vellore. Jachaga Raya fue fuertemente desafiada por Yachamanedu, el jefe de Kalahasti, quien reclamó el trono para Rama Deva, el heredero legítimo a quien había sacado de la prisión de Vellore. Jaga Raya buscó ayuda del Nayaka de Gingee y Muttu Virappa de Madurai para atacar a Yachamanedu y Rama Deva. Yachamanedu y Ramadeva buscaron el apoyo de Raghunatha, quien todavía trataba al Vijayanagar como su autoridad.

##### Batalla de Toppur
Jagga Raya reunió un gran ejército cerca de Tiruchirappalli, la capital de Muttu Virappa, que comprendía los ejércitos de Gingee, Chera, Madurai y algunos portugueses de la costa. Yachama lideró las fuerzas de Vijayanagara y Kalahasti desde Vellore y se unió a mitad de camino con las fuerzas de Tanjore encabezadas por Raghunatha. El ejército de Yachama fue fortalecido aún más por nobles de Karnataka y (según algunas fuentes) ejércitos holandeses y Jaffna.
Ambos ejércitos se enfrentaron en Toppur, en un campo abierto en las orillas del norte del río Cauvery, entre Tiruchirappalli y Grand Anicut a finales de 1616. Se estima que la enorme cantidad de fuerzas a cada lado asciende a un millón de soldados (según el Dr. Barradas en Sewell's Book) y considerado como una de las batallas más grandes en el sur de la India.

#### Resultado
En la batalla, las tropas de Jagga Raya no pudieron resistir la agresión generada por las fuerzas imperiales. Yachama y Raghunatha, los generales del campo imperial lideraron sus fuerzas con gran disciplina. Jagga Raya fue asesinado por Yachama, y su ejército rompió filas y se retiró. Yethiraja, el hermano de Jagga Raya, tuvo que correr por su vida. Muttu Virappa intentó escapar, fue perseguido por el general Rao Dama Nayani de Yachama, quien lo capturó cerca de Tiruchirapalli. El Nayaka de Gingee en el encuentro perdió todas sus fortalezas, excepto el fuerte de Gingee y el supuesto hijo de Venkata II, la causa de todos los problemas fue capturado. La victoria fue celebrada por los ejércitos imperiales encabezados por Raghunatha y Yachamanedu, quienes plantaron pilares de la Victoria y coronaron a Rama Deva como Rama Deva Raya, en los primeros meses de 1617. Rama Deva Raya tenía apenas 15 años cuando ascendió al trono.

### Vijaya Raghava Nayak
Vijaya Raghava Nayak (1634–1673), fue el último de los reyes nayaka de Thanjavur. También fue llamado Mannaru Dasa; y al igual que el resto de su familia, construyó prakaras, gopurams, mandapams y tanques en el templo Mannargudi Rajagopalaswamy. El largo reinado de Vijaya Raghava fue testigo de una gran cantidad de producción literaria tanto en música como en literatura telugu. La corte de Vijaya Raghava tenía varios poetas y eruditos literarios. Vijaya Raghava Nayak escribió más de treinta libros en telugu. Su largo reinado fue tristemente finalizado abruptamente por Chokkanatha Nayak de Madurai.

## Fin de la dinastía
El final de la dinastía Thanjavur fue provocado por Chokkanatha Nayak, el Nayaka de Madurai. La disputa se debió a la negativa de Vijaya Ragava Nayak a entregar a su hija en matrimonio con Chokkanatha Nayak. Chokkantha decidió traer a la doncella por la fuerza de regreso a su capital, asaltó con éxito el palacio de Thanjavur en 1673 después de aplastar gran parte de los muros de la fortaleza con cañones. Pero Chokkanatha Nayak fue frustrado en sus intentos por Vijaya Ragava Nayak, cuando él, en un horrible acto de desafío, hizo explotar a su hija y a todas las demás damas del palacio. Luego cargó contra el ejército atacante con su hijo y su guardaespaldas. Fue capturado después de una breve pelea, y fue decapitado por el general Madurai Samukham Venkata Krishnappa Nayak.

## Conquista de Maratha
Chokkanatha colocó a su hermano menor, Alagiri Nayak, en el trono de Thanjavur, pero dentro de un año este último rechazó su lealtad, y Chokkanatha se vio obligado a reconocer la independencia de Thanjavur. Un hijo de Vijaya Raghava indujo al sultán de Bijapur a ayudarlo a recuperar el trono de Thanjavur. En 1675, el Sultán de Bijapur envió una fuerza ordenada por el general Maratha Venkoji (alias Ekoji) para ahuyentar al usurpador Madurai. Venkaji derrotó a Alagiri con facilidad y ocupó Thanjavur. Sin embargo, no colocó a su protegido en el trono según las instrucciones del sultán de Bijapur, sino que se apoderó del reino y se hizo rey. Así terminó el reinado de los nayakas y el comienzo del poder de los Marathas en Thanjavur.